# 결박 단자

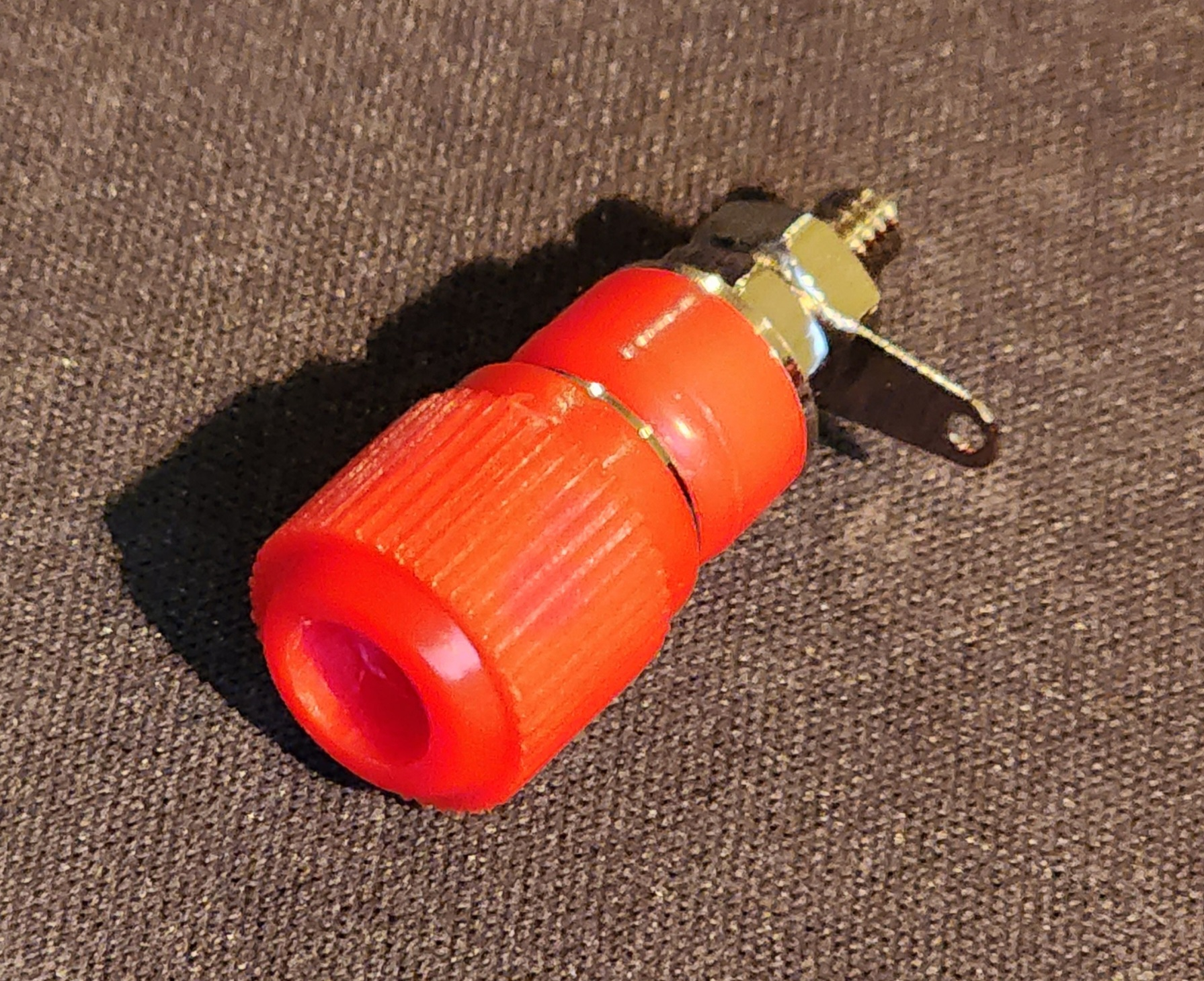
빨간색 결박 단자는 일반적으로 양극 단자를 나타낸다.

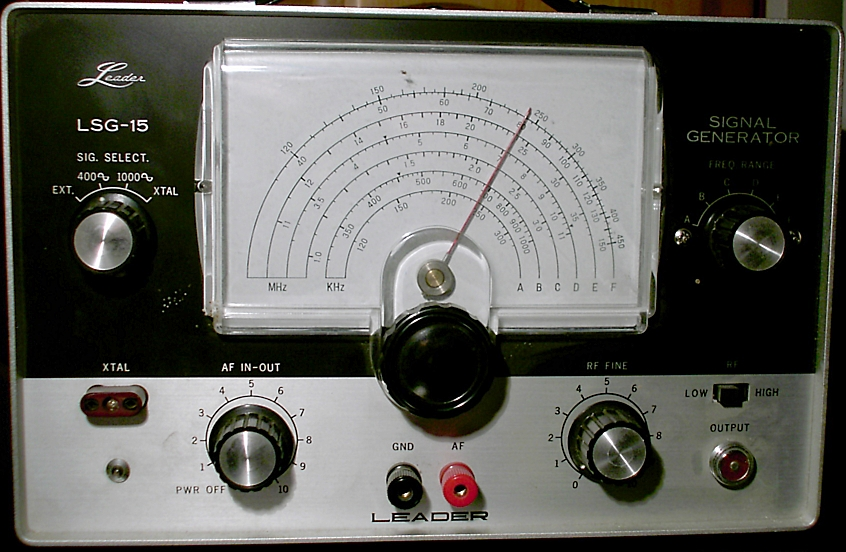
역사적인 신호 발생기 하단 중앙에 있는 두 개의 절연된 색상 코드 결박 단자; 최신 장치는 이러한 커넥터의 유용성을 초과하는 대역폭을 가진다.

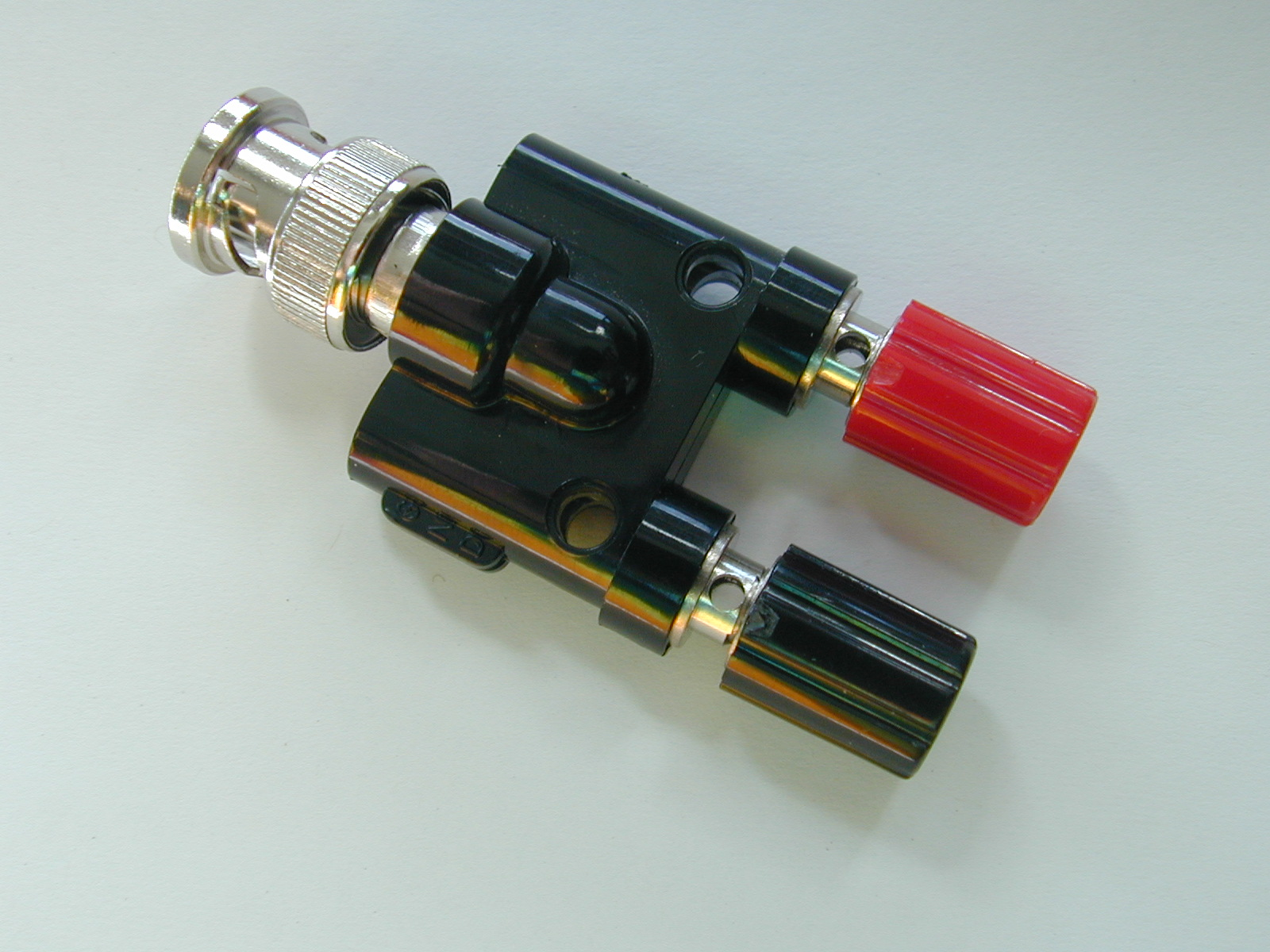
다섯 방향 결박 단자와 수컷 BNC 단자 사이의 어댑터

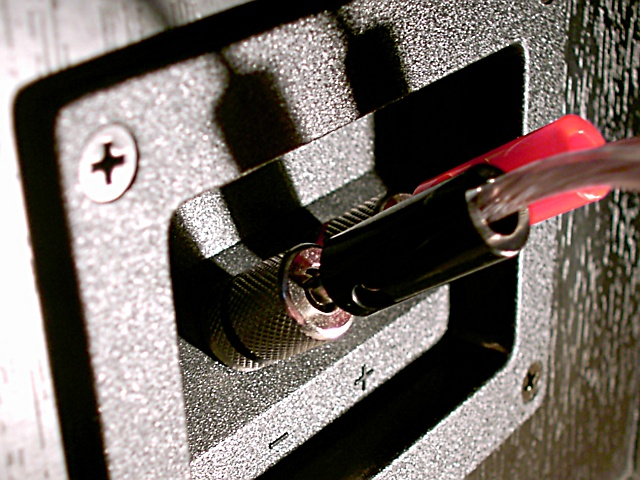
바나나 플러그에 연결된 스피커의 비절연 결박 단자

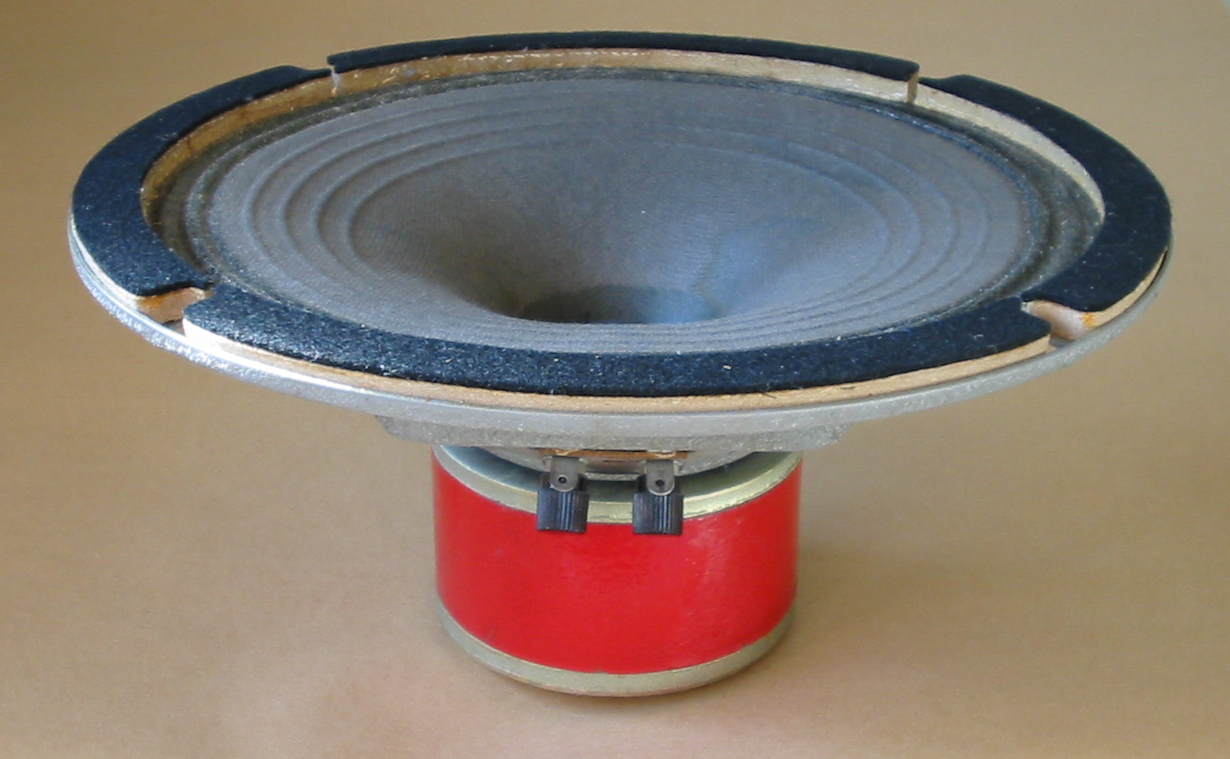
오래된 스피커 드라이버의 작은 검은색 결박 단자가 보인다. 이 결박 단자는 어떤 크기의 바나나 플러그와도 호환되지 않는다. 대신 작은 납땜 접점이 있다.

결박 단자 또는 바인딩 포스트(binding post)는 전자 테스트 장비에서 단일 철사 또는 시험봉을 종단(연결)하는 데 일반적으로 사용되는 커넥터이다. 또한 스피커 및 오디오 증폭기와 기타 전기 장비에서도 볼 수 있다.

## 역사
결박 단자에는 중앙에 나사산이 있는 금속 막대와 그 막대에 나사로 조여지는 캡이 포함되어 있다. 결박 단자는 19세기 범용 패스너에서 20세기 전기 결박 단자로 서서히 발전했다. 19세기에 사용된 결박 단자의 예로는 전건 및 발파기 장치가 있다.
캡은 일반적으로 플라스틱으로 절연되어 있으며 색상으로 구분된다. 빨간색은 일반적으로 활성 또는 양극 단자를 의미하고, 검은색은 비활성(참조 또는 리턴) 또는 음극 단자를 나타내며, 녹색은 접지 단자를 나타낸다. 19세기에는 캡이 일반적으로 맨금속이었으나 20세기 초 베이클라이트와 같은 합성 플라스틱이 사용 가능해지면서 바뀌었다.
1940년대 후반, 제너럴 라디오는 캡에 잭이 있는 새로운 결박 단자를 만들었다.
오늘날 이는 일반적으로 "다섯 방향" 또는 "범용" 결박 단자로 알려져 있으며, 여러 유형의 연결 방법을 허용합니다:
- 바나나 단자 - 바나나 플러그가 결박 단자의 상단 개방 끝에 삽입된다.
- 악어 클립 - 가는 악어 클립이 결박 단자의 상단 개방 끝에 고정된다.
- 노출된 철사 - 철사가 금속 기둥 주위에 감겨지고, 상단 캡이 그 위에 나사로 조여진다.
- 스페이드 커넥터 - 철사가 스페이드 커넥터(1/4인치 목)에 삽입된 다음 철사를 고정하기 위해 압착되고, 스페이드가 금속 기둥 주위에 삽입된 다음 상단 캡이 그 위에 나사로 조여진다.
- 노출된 철사 - 철사(최대 10 AWG)가 금속 기둥의 구멍에 삽입된 다음 상단 캡이 그 위에 나사로 조여진다.
- 핀 커넥터(전화 팁) - 철사가 핀 커넥터에 삽입된 다음 철사를 고정하기 위해 압착되고, 금속 기둥에 삽입된 다음 상단 캡이 그 위에 나사로 조여진다.

## 안전

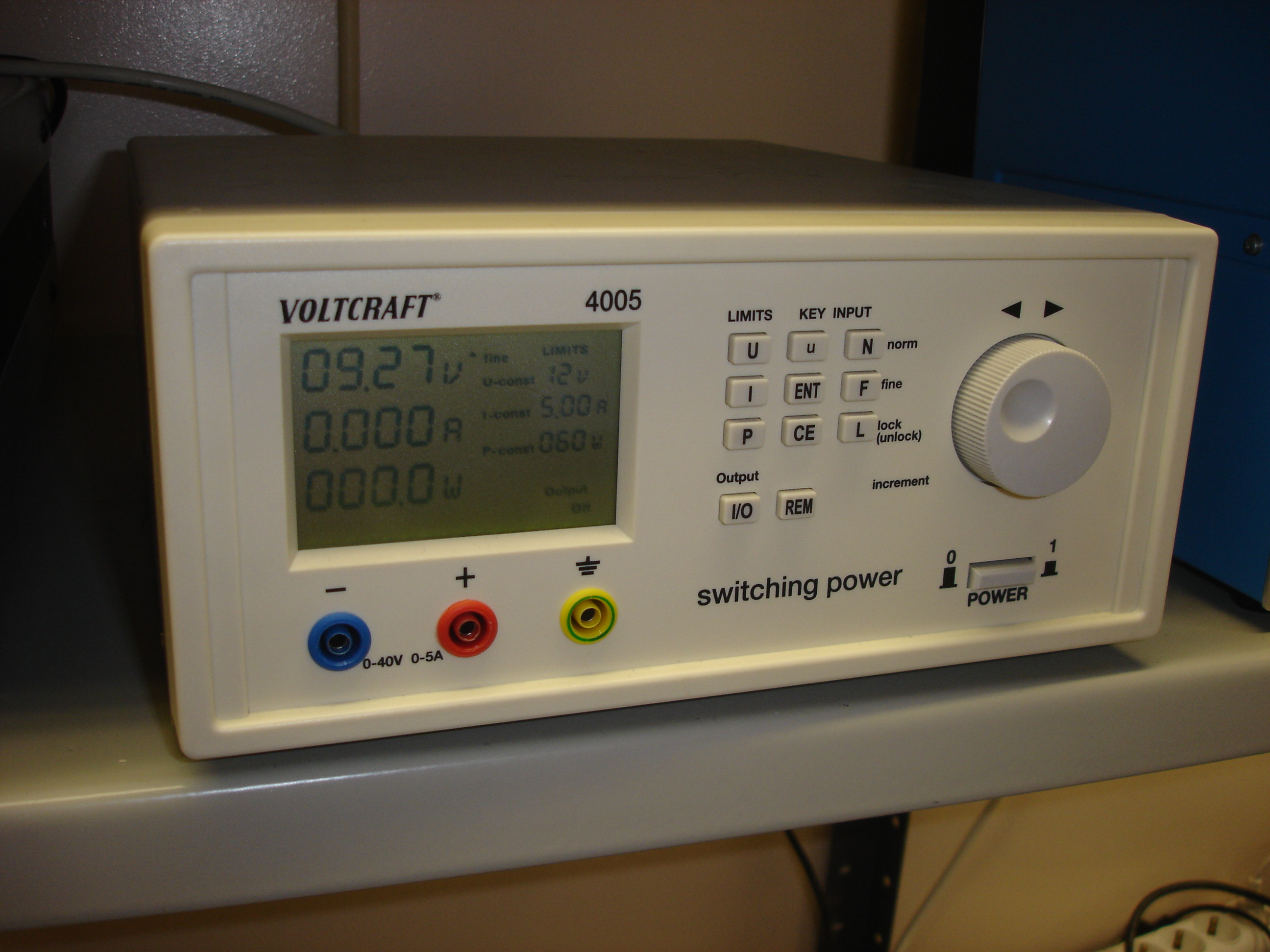
결박 단자 대신 세 개의 안전 바나나 잭이 있는 실험실용 조절식 스위치 모드 전원 공급 장치

이른바 절연 결박 단자조차도 일반적으로 사용자가 전압을 운반하는 금속 부품과 접촉하는 것을 보호하기에 충분히 절연되어 있지 않는다. 따라서 위험한 전압을 운반하는 데 적합하지 않는다(참고: 초저전압). 여러 종류의 장비에서 전통적인 결박 단자를 더 이상 사용하지 않고 안전 바나나 잭을 사용하는 것이 일반화되고 있다. 안전 바나나 잭은 전통적인 바나나 플러그 및 안전 바나나 플러그와만 함께 사용할 수 있으므로 결박 단자의 범용성은 여기에서 상실된다.
과거에는 여러 개의 다섯 방향 결박 단자의 구멍이 일렬로 정렬되는 것이 일반적이었다. 이는 일부 응용 분야에서 노출된 철사를 단자에서 단자로 연결할 수 있어 편리했다. 그러나 이는 두 개의 철사나 핀 커넥터가 두 개의 결박 단자의 반대쪽에서 삽입될 수 있고 철사나 프로브의 끝이 부주의하게 단락될 수 있어 안전을 저해했다. 이제 구멍은 일반적으로 그러한 단락이 발생할 수 없도록 정렬된다.

## 표준 간격
더블 바나나 플러그의 사용을 허용하기 위해 플러그 중심 사이의 가장 일반적인 거리는 제너럴 라디오 테스트 장비에서 1920년대에 유래한 3⁄4 인치 (19.05 mm)여야 하지만, 3⁄4 인치만이 유일한 간격은 아니다.

## 같이 보기
- 바나나 단자
- 패네스톡 클립 — 현재 결박 단자에 의해 거의 대체된 초기 장치